# 下过乡
下过乡（藏語：བཞ་སྒོ་），是中华人民共和国西藏自治区那曲市申扎县下辖的一个乡镇级行政单位。

## 行政区划
下过乡下辖以下地区：
宗斯村、下过村、那宗村、扎热罗玛村、白仓村和德仁村。